# Costa Rica nos Jogos Pan-Americanos de 2023
A Costa Rica competiu nos Jogos Pan-Americanos de 2023 em Santiago, no Chile, de 20 de outubro a 5 de novembro de 2023. Foi a 18.ª aparição do país nos Jogos Pan-Americanos, tendo participado de todas as edições desde a estreia dos Jogos, exceto em 1963.

## Competidores
Abaixo está a lista do número de competidores (por gênero) participando dos jogos por esporte/disciplina.
| Esporte              | Masculino | Feminino | Total |
| -------------------- | --------- | -------- | ----- |
| Ciclismo             | 6         | 4        | 10    |
| Futebol              | 0         | 18       | 18    |
| Ginástica            | 1         | 3        | 4     |
| Surfe                | 3         | 2        | 5     |
| Levantamento de peso | 2         | 2        | 4     |
| Lutas                | 1         | 0        | 1     |
| Natação artística    | —         | 2        | 2     |
| Pelota basca         | 0         | 1        | 1     |
| Raquetebol           | 2         | 2        | 4     |
| Remo                 | 0         | 1        | 1     |
| Taekwondo            | 1         | 2        | 3     |
| Total                | 16        | 37       | 53    |

## Ciclismo
A Costa Rica qualificou 10 ciclistas (6 homens e 4 mulheres).

### BMX
Estilo livre
| Atleta | Evento    | Chaveamento | Chaveamento | Final  | Final   |
| Atleta | Evento    | Pontos      | Posição     | Pontos | Posição |
| ------ | --------- | ----------- | ----------- | ------ | ------- |
|        | Masculino |             |             |        |         |

### Estrada
A Costa Rica classificou um ciclista de estrada após vencer o evento nos Jogos Pan-Americanos Júnior de 2021.
A Costa Rica classificou uma ciclista de estrada através do Campeonato Centro-Americano. A Costa Rica também classificou três ciclistas durante o Campeonato Pan-Americano.
Masculino
| Atleta                         | Evento                       | Tempo | Posição |
| ------------------------------ | ---------------------------- | ----- | ------- |
| Gabriel Francisco Rojas Campos | Corrida em estrada masculina |       |         |
|                                | Corrida em estrada masculina |       |         |
|                                | Corrida em estrada masculina |       |         |
|                                | Corrida em estrada feminina  |       |         |
|                                |                              |       |         |

### Mountain bike
A Costa Rica classificou três atletas durante o Campeonato Pan-Americano de 2023.
| Atleta | Evento                  | Tempo | Posição |
| ------ | ----------------------- | ----- | ------- |
|        | Cross-country masculino |       |         |
|        |                         |       |         |
|        | Cross-country feminino  |       |         |

### Pista
Velocidade
| Atleta | Evento              | Classificação | Classificação | Oitavas-de-final | Repescagem 1     | Quartas-de-final     | Semifinais           | Final                | Final   |
| Atleta | Evento              | Tempo         | Posição       | Adversário Tempo | Adversário Tempo | Adversário Resultado | Adversário Resultado | Adversário Resultado | Posição |
| ------ | ------------------- | ------------- | ------------- | ---------------- | ---------------- | -------------------- | -------------------- | -------------------- | ------- |
|        | Individual feminino |               |               |                  |                  |                      |                      |                      |         |

## Futebol

### Feminino
A Costa Rica classificou uma equipe feminina (de 18 atletas) após terminar como a equipe melhor ranqueada da América Central no Campeonato Feminino da CONCACAF de 2022.
Sumário
Key:
- A.T.E – Após tempo extra.
- P – Partida decidida na disputa por pênaltis.

| Equipe              | Evento   | Fase de grupos       | Fase de grupos       | Fase de grupos       | Fase de grupos | Semifinal            | Final / MB / Po.     | Final / MB / Po. |
| Equipe              | Evento   | Adversário Resultado | Adversário Resultado | Adversário Resultado | Posição        | Adversário Resultado | Adversário Resultado | Posição          |
| ------------------- | -------- | -------------------- | -------------------- | -------------------- | -------------- | -------------------- | -------------------- | ---------------- |
| Costa Rica feminino | Feminino |                      |                      |                      |                |                      |                      |                  |

## Ginástica

### Artística
A Costa Rica qualificou três ginastas (um homem e duas mulheres) através do Campeonato Pan-Americano de 2023.
Masculino
| Atleta | Evento           | Qualificação | Qualificação | Qualificação | Qualificação | Qualificação | Qualificação | Total | Posição |
| Atleta | Evento           | S            | CA           | A            | Sa           | BP           | BF           | Total | Posição |
| ------ | ---------------- | ------------ | ------------ | ------------ | ------------ | ------------ | ------------ | ----- | ------- |
|        | Individual geral |              |              |              |              |              |              |       |         |

Legenda de classificação: Q = Qualificado para a final por aparelhos
Feminino
| Atleta | Evento           | Qualificação | Qualificação | Qualificação | Qualificação | Total | Posição |
| Atleta | Evento           | Sa           | BA           | TE           | S            | Total | Posição |
| ------ | ---------------- | ------------ | ------------ | ------------ | ------------ | ----- | ------- |
|        | Individual geral |              |              |              |              |       |         |
|        |                  |              |              |              |              |       |         |

Legenda de classificação: Q = Qualificada para a final por aparelhos

### Rítmica
A Costa Rica qualificou uma ginasta rítmica no individual e cinco ginastas para o evento de conjuntos (seis mulheres no total).
Individual
| Atleta | Evento           | Aparelho | Aparelho | Aparelho | Aparelho | Total     | Total   |
| Atleta | Evento           | Bola     | Maças    | Arco     | Fita     | Resultado | Posição |
| ------ | ---------------- | -------- | -------- | -------- | -------- | --------- | ------- |
|        | Individual geral |          |          |          |          |           |         |
|        | Bola             |          | —        | —        | —        |           |         |
|        | Maças            | —        |          | —        | —        |           |         |
|        | Arco             | —        | —        |          | —        |           |         |
|        | Fita             | —        | —        | —        |          |           |         |

## Levantamento de peso
A Costa Rica qualificou quatro halterofilistas (dois homens e duas mulheres).
| Atleta | Evento | Arranco   | Arranco | Arremesso | Arremesso | Total | Posição |
| Atleta | Evento | Resultado | Posição | Resultado | Posição   | Total | Posição |
| ------ | ------ | --------- | ------- | --------- | --------- | ----- | ------- |
|        |        |           |         |           |           |       |         |
|        |        |           |         |           |           |       |         |
|        |        |           |         |           |           |       |         |
|        |        |           |         |           |           |       |         |

## Lutas
A Costa Rica classificou um lutador masculino através do Campeonato Pan-Americano de Lutas de 2022 realizado em Acapulco, México.
Chave:
- VT – Vitória por queda
- PP – Decisão por pontos – derrotado com pontos técnicos.
- PO – Decisão por pontos – derrotado sem pontos técnicos.
- SP – Superioridade técnica – o derrotado com pontos técnicos e uma margem de vitória de pelo menos 9 (Greco-romana) ou 10 (livre) pontos.
- ST – Grande superioridade – o derrotado sem pontos técnicos e uma margem de vitória de pelo menos 8 (Greco-romana) ou 10 (livre) pontos.
- VA – Decisão por desistência

Masculino
| Atleta | Evento      | Quartas-de-final     | Semifinal            | Final / MB           | Final / MB |
| Atleta | Evento      | Adversário Resultado | Adversário Resultado | Adversário Resultado | Posição    |
| ------ | ----------- | -------------------- | -------------------- | -------------------- | ---------- |
|        | Livre 97 kg |                      |                      |                      |            |

## Natação artística
A Costa Rica qualificou uma equipe de duas nadadoras artísticas através dos Jogos Centro-Americanos e do Caribe de 2023.
| Atleta | Evento | Rotina técnica | Rotina técnica | Rotina livre (Final) | Rotina livre (Final) | Rotina livre (Final) | Rotina livre (Final) |
| Atleta | Evento | Pontos         | Posição        | Pontos               | Posição              | Pontos totais        | Posição              |
| ------ | ------ | -------------- | -------------- | -------------------- | -------------------- | -------------------- | -------------------- |
|        | Dueto  |                |                |                      |                      |                      |                      |

## Pelota basca
A Costa Rica qualificou uma jogadora através do Torneio Pan-Americano de Pelota Basca de 2023.
Feminino
| Atleta | Evento    | Fase preliminar   | Fase preliminar   | Fase preliminar   | Fase preliminar   | Fase preliminar | Semifinal         | Final / MB        | Posição |
| Atleta | Evento    | Partida 1         | Partida 2         | Partida 3         | Partida 4         | Posição         | Semifinal         | Final / MB        | Posição |
| Atleta | Evento    | Adversário Placar | Adversário Placar | Adversário Placar | Adversário Placar | Posição         | Adversário Placar | Adversário Placar | Posição |
| ------ | --------- | ----------------- | ----------------- | ----------------- | ----------------- | --------------- | ----------------- | ----------------- | ------- |
|        | Frontball |                   |                   |                   |                   |                 |                   |                   |         |

## Raquetebol
A Costa Rica classificou uma equipe de quatro atletas (dois homens e duas mulheres).
| Atleta | Evento               | Fase de grupos       | Fase de grupos       | Fase de grupos       | Fase de grupos | Oitavas-de-final     | Quartas-de-final     | Semifinal            | Final                | Final   |
| Atleta | Evento               | Adversário Resultado | Adversário Resultado | Adversário Resultado | Posição        | Adversário Resultado | Adversário Resultado | Adversário Resultado | Adversário Resultado | Posição |
| ------ | -------------------- | -------------------- | -------------------- | -------------------- | -------------- | -------------------- | -------------------- | -------------------- | -------------------- | ------- |
|        | Individual masculino |                      |                      |                      |                |                      |                      |                      |                      |         |
|        |                      |                      |                      |                      |                |                      |                      |                      |                      |         |
|        | Individual feminino  |                      |                      |                      |                |                      |                      |                      |                      |         |
|        |                      |                      |                      |                      |                |                      |                      |                      |                      |         |
|        | Duplas masculinas    |                      |                      |                      |                |                      |                      |                      |                      |         |
|        | Duplas femininas     |                      |                      |                      |                |                      |                      |                      |                      |         |
|        | Duplas mistas        |                      |                      |                      |                |                      |                      |                      |                      |         |
|        | Equipes masculinas   | —                    | —                    | —                    | —              |                      |                      |                      |                      |         |
|        | Equipes femininas    | —                    | —                    | —                    | —              |                      |                      |                      |                      |         |

## Remo
A Costa Rica classificou uma remadora.
Feminino
| Atleta | Evento        | Eliminatória | Eliminatória | Repescagem | Repescagem | Semifinal | Semifinal | Final A/B | Final A/B |
| Atleta | Evento        | Tempo        | Posição      | Tempo      | Posição    | Tempo     | Posição   | Tempo     | Posição   |
| ------ | ------------- | ------------ | ------------ | ---------- | ---------- | --------- | --------- | --------- | --------- |
|        | Skiff simples |              |              |            |            |           |           |           |           |

## Surfe
A Costa Rica classificou cinco surfistas (três homens e duas mulheres).
Artístico
| Atleta | Evento              | Rodada 1             | Rodada 2             | Rodada 3             | Rodada 4             | Repescagem 1         | Repescagem 2         | Repescagem 3         | Repescagem 4         | Repescagem 5         | Final / MB           | Final / MB |
| Atleta | Evento              | Adversário Resultado | Adversário Resultado | Adversário Resultado | Adversário Resultado | Adversário Resultado | Adversário Resultado | Adversário Resultado | Adversário Resultado | Adversário Resultado | Adversário Resultado | Posição    |
| ------ | ------------------- | -------------------- | -------------------- | -------------------- | -------------------- | -------------------- | -------------------- | -------------------- | -------------------- | -------------------- | -------------------- | ---------- |
|        | Stand up masculino  |                      |                      |                      |                      |                      |                      |                      |                      |                      |                      |            |
|        | Longboard masculino |                      |                      |                      |                      |                      |                      |                      |                      |                      |                      |            |
|        | Longboard feminino  |                      |                      |                      |                      |                      |                      |                      |                      |                      |                      |            |

Corrida
| Atleta | Evento                     | Tempo | Posição |
| ------ | -------------------------- | ----- | ------- |
|        | Stand up corrida masculino |       |         |
|        | Stand up corrida feminino  |       |         |

## Taekwondo
A Costa Rica classificou três atletas (um homem e duas mulheres) durante o Torneio Classificatório para os Jogos Pan-Americanos.
Kyorugi
| Atleta | Evento           | Oitavas-de-final     | Quartas-de-final     | Semifinais           | Repescagem           | Final / MB           | Final / MB |
| Atleta | Evento           | Adversário Resultado | Adversário Resultado | Adversário Resultado | Adversário Resultado | Adversário Resultado | Posição    |
| ------ | ---------------- | -------------------- | -------------------- | -------------------- | -------------------- | -------------------- | ---------- |
|        | –80 kg masculino |                      |                      |                      |                      |                      |            |
|        | –49 kg feminino  |                      |                      |                      |                      |                      |            |
|        | –57 kg feminino  |                      |                      |                      |                      |                      |            |